# 15. marts
15. marts er dag 74 i året i den gregorianske kalender (dag 75 i skudår). Der er 291 dage tilbage af året.
- Zacharias dag. Zacharias var en romersk pave, der døde i 752.
- Dagen er en af de uheldige i Tycho Brahes kalender.

### Begivenheder
Født - Dødsfald
- 44 f.Kr. - Idus Martiae: Diktator Gajus Julius Cæsar blev myrdet af romerske senatorer.
- 1493 - Christoffer Columbus vendte tilbage til Spanien efter sin opdagelsesrejse til Indien, (som senere viste sig at være Amerika).
- 1681 - Den første tilladelse til at drive tandlæge-håndværk blev givet i Danmark.
- 1778 - Kaptajn James Cook opdagede Nootka Sound ved Vancouver Island.
- 1848 - Ungarn blev selvstændigt
- 1864 - Efter nogle ugers stillingskrig begyndte den preussiske hær at beskyde Dybbøl-skanserne under 1864-krigen. Beskydningen fortsatte de følgende dage med store danske tab til følge.
- 1909 - Henry Gordon Selfridge åbnede sit første varehus i London.
- 1917 - Den russiske zar Nikolaj den 2. blev tvunget til at abdicere efter en række uroligheder i Rusland. I stedet blev der dannet en liberal, provisorisk regering under fyrst Georgij Lvov.
- 1919 - The American Legion blev grundlagt.
- 1933 - I Tyskland proklamerede Adolf Hitler Det Tredje Rige og forbød venstrefløjens aviser, samt koshermad.
- 1937 - USA etablerede sin første centrale blodbank.
- 1939 - Den tjekkoslovakiske præsident Emil Hacha accepterede efter trusler fra Hitler, at de "gamle tyske rigslande Böhmen og Mähren skulle hjem til Das Reich".
- 1944 - Andet forsøg på at indtage Monte Cassino begyndte.
- 1961 - Mustafa Barzani proklamerede en uafhængig kurderstat i det nordlige Irak, hvilket førte til guerillakrig.
- 1964 - Richard Burton blev viet til Elizabeth Taylor i Montreal.
- 1972 - Under indflyvning til Dubai ved Den persiske Bugt blev et caravelle-fly fra Sterling Airways knust mod et bjerg, alle 122 ombord omkom.
- 1974 - Syv danskere og otte svenskere omkom, da et Sterling Airways fly brød i brand efter en mellemlanding i Irans hovedstad Teheran.
- 1978 - Store israelske styrker gik over grænsen til Libanon, og ødelagde flere af den palæstinensiske befrielsesstyrkes lejre. Det skete som hævn for et palæstinensisk bombeattentat i Israel én uge tidligere.
- 1983 - Historiens længste neddykkede ubådspatrulje blev afsluttet af den engelske ubåd Warspite, der havde været neddykket siden den 25. november 1982. Den 111 døgn lange patrulje bestod af en tur på 57.085 km i Sydatlanten.
- 1986 - Omkring 15 mistede livet, da et hotel i Singapore styrtede sammen, formentlig på grund af en gaseksplosion og fejl i konstruktionen.
- 1990 - Mikhail Gorbatjov blev valgt til præsident i Sovjetunionen.
- 1993 - Mere end 300 biler havarerede og 24 mennesker blev kvæstet under flere massesammenstød i tæt tåge på motorvejen syd og vest for København.
- 1998 - Den afgående folketingsmand Jacob Haugaard blev kåret som Årets Pibemand.
- 2000 - Et amerikansk IT-firma købte det mindre danske IT-firma Giga med 100 ansatte for en rekordsum på 10 milliarder kroner.
- 2001 - Dansk-amerikaneren Peter Lundin blev  ved Østre Landsret  idømt livsvarigt fængsel for mordet på Marianne Pedersen og hendes to sønner Brian og Dennis. Drabene, begået i sommeren 2000, havde været særdeles makabre, og Peter Lundin havde efter at have slået de tre ihjel, parteret ligene og smidt dem ud på en losseplads. Peter Lundin havde tidligere, mens han boede i USA, dræbt sin egen mor. Retssagen fandt sted under massiv pressedækning.
- 2002 - Gedved Kommunes borgmester, Ejgil W. Rasmussen vælges til ny formand for Kommunernes Landsforening efter Anker Boye, som bliver ny næstformand.
- 2003 - Hu Jintao overtog posten  som Folkerepublikken Kinas præsident.
- 2006 - Den frygtede sygdom fugleinfluenza kommer til Danmark, da man finder en død inficeret musvåge på Svinø Strand.
- 2008 - Den sidste ledbus i mange år i Københavns kollektive trafik kører på linje 300S, og ankommer til Ishøj Station umiddelbart efter midnat.
- 2019 - New Zealand rammes af et terrorangreb: Moskéangrebet i Christchurch.

### Født
- 1767 - Andrew Jackson, USA's 2. præsident (død 1845).
- 1864 - Johan Halvorsen, norsk komponist (død 1935).
- 1886 - Gerda Wegener, dansk maler (død 1940)
- 1877 - Axel Frische, dansk skuespiller, instruktør og manuskriptforfatter (død 1956).
- 1888 - Sophus "Krølben" Nielsen, dansk fodboldspiller (død 1963).
- 1905 - Berthold von Stauffenberg, tysk advokat og nazimodstander (død 1944).
- 1907 - Zarah Leander, svensk sanger og skuespiller (død 1981).
- 1920 - E. Donnall Thomas, amerikansk fysiker og nobelprismodtager (død 2012).
- 1927 - Jens Peder Hansen, dansk fodboldspiller (død 1996).
- 1929 - Cecil Taylor, amerikansk jazzpianist (død 2018).
- 1930 - Ib Christensen, dansk tidligere folketings- og EU-parlamentspolitiker (død 2023).
- 1931 - Willy Omme, dansk kunsthandler, grundlægger af Galerie Moderne (død 2008).
- 1943 - David Cronenberg, candisk filminstruktør.
- 1947 - Stig Elling, dansk salgsdirektør.
- 1947 - Ry Cooder, amerikansk guitarist.
- 1948 - Anna Castberg, danske forhenværende museumsdirektør.
- 1948 - Sérgio Vieira de Mello, brasiliansk FN-diplomat (død 2003).
- 1949 - Tage Frandsen, dansk frisør.
- 1950 - Jørgen Olsen, dansk musiker og vinder af det Internationale Melodi Grand Prix.
- 1956 - Gert Frank, dansk cykelrytter.
- 1957 - Thomas Eje, dansk skuespiller og entertainer.
- 1975 - Eva Longoria, amerikansk skuespillerinde.
- 1975 - Boris Schnuchel, dansk håndboldspiller.
- 1992 - Sosie Bacon, amerikansk skuespillerinde og datter af skuespilleren Kevin Bacon.

## Dødsfald
- 44 f.Kr. - Julius Cæsar, romersk kejser (født 100 f.Kr.) - myrdet.
- 1721 - Louise af Mecklenburg, dansk dronning til Frederik 4. (født 1667).
- 1842 - Luigi Cherubini, italiensk komponist (født 1760).
- 1905 - Amalie Skram, norsk forfatter (født 1846).
- 1937 - H.P. Lovecraft, amerikansk forfatter (født 1890).
- 1943 - Betty Nansen, dansk skuespiller og teaterchef (født 1873).
- 1959 - Lester Young, amerikansk musiker (født 1909).
- 1970 - Tarjei Vesaas, norsk forfatter (født 1897).
- 1974 - José Tohá González, chilensk indenrigs- og forsvarsminister (født 1927) - henrettet.
- 1975 - Aristoteles Onassis, græsk skibsreder (født 1900).
- 1983 - Rebecca West, engelsk forfatter (født 1892).
- 1998 - Benjamin Spock, amerikansk børnelæge (født 1903).
- 2003 - Kirsten Hüttemeier, dansk kogebogsforfatter (født 1914).
- 2005 - Shoji Nishio, japansk aikido-underviser (født 1927).
- 2006 - Troels Dahlerup, dansk historiker og professor (født 1925).
- 2006 - Poul Molich, dansk bådebygger og skibsingeniør (født 1918).
- 2006 - Meïr Feigenberg, dansk teaterdirektør (født 1923).
- 2011 - Nate Dogg , Amerikansk Rapper (født 19. august 1969).
- 2014 - Bi Skaarup, dansk madhistoriker og arkæolog (født 9. september 1952).

|  | Denne datoartikel kan blive bedre, hvis der indsættes et (bedre) billede Du kan hjælpe ved at afsøge Wikimedia Commons for et passende billede eller uploade et godt billede til Wikimedia Commons iht. de tilladte licenser og indsætte det i artiklen. |